# سرطان محدب
سرطان محدب (الاسم العلمي: Ocypode convexa) هو نوع من الحيوانات يتبع جنس السرطان السريع الأرجل من فصيلة السرطانات الشبحية.